# Bernadette Renaud
Pour les articles homonymes, voir Renaud (homonymie).
Bernadette Renaud est une écrivaine québécoise née à Ascot Corner, le 18 avril 1945.
Elle a d'abord enseigné au primaire pendant trois ans puis devient écrivaine à plein temps, métier qu'elle pratique depuis plus de vingt-cinq ans.
Elle a aussi écrit le scénario du film Bach et Bottine qui a remporté dix-huit prix internationaux dont celui de l'Unesco en 1994.

## Œuvres
Littérature pour la jeunesse
- Émilie, la baignoire à pattes, Héritage, 1976
- Le chat de l'oratoire, Fides, 1978
- La maison tête de pioche, Héritage, 1979
- La révolte de la courtepointe, Fides, 1979
- Une boîte magique très embêtante, Lémac, 1981
- La grande question de Tomatelle, Lémac, 1982
- Comment on fait un livre ?, Méridien, 1983
- La dépression de l'ordinateur, Fides, 1984
- Bach et Bottine, Québec-Amérique, 1986

Écrit et raconté
- Le petit violon muet, Le Groupe de divertissement Madacy Limitée, 1997
- Émilie, la baignoire à pattes, réédition, Québec /Amérique, 2002
- Drôle de nuit pour Miti (réédition de La révolte de la courtepointe), Québec Amérique, 2004
- Les gros bisous, ERPI, 2004
- Pas de chouchous, ERPI, 2004
- Mon chat zoo, ERPI, 2006
- Casimir le maladroit, ERPI, 2006
- Isis, ma belle Isis, Québec Amérique Jeunesse, avril 2008
- Juillet a disparu, ERPI, 2008

Textes scolaires
- Albums dans la collection Tic Tac Toc, Le Sablier, 1978, 1979, 1980
- Textes dans la collection Tri-Oh, Graficor, 1988
- Textes dans les livres de lecture A et B, de En Tête, Erpi, 1992, 1993

Scénario de télésérie, long et court métrage
- Bach et Bottine, production La Fête, 1986
- Quand l’accent devient grave, Office National du Film du Canada (ONF), 1989
- Télésérie Klimbo (1982), Radio-Canada
- Télésérie Michou et Pilo (1984-1985), Radio-Canada
- Télésérie Watatatow, 1990-91, Productions Publivision, Radio-Canada

Littérature pour adultes
- Un homme comme tant d'autres, tome 1, 2 et 3, Libre Expression, 1992, 1993, 1994
- La quête de Kurweena (conte philosophe), Libre Expression, 1997
- Héritiers de l’éternité (essai) Libre Expression, 1998
- Les funambules d’un temps nouveau, Libre Expression, 2001
- Les chemins d’Ève, tome 1, 2, 3, 4, L’heure des choix, Libre Expression, 2002, 2005, 2006

Œuvres reproduites en écriture braille
- Le chat de l'oratoire
- La révolte de la courtepointe
- La dépression de l'ordinateur

Traduction en anglais
- Bach and Broccolis, Montreal Press, 1987

## Honneurs
- 1976 - Prix de littérature de jeunesse du Conseil des Arts du Canada
- 1977 - Prix Alvine-Bélisle, Émilie, la baignoire à pattes
- 1979 - Mention d'excellence au Concours de Littérature-Jeunesse de l'Association canadienne des éducateurs de langue française, La Révolte de la courtepointe
- 1995 - Prix Germaine-Guévremont, Un Homme comme tant d'autres
- 2000 - Grand Prix littéraire de la Montérégie, catégorie tout-Petits, Les gros bisous
- 2002 - Grand Prix littéraire de la Montérégie, catégorie roman, Les funambules d'un temps nouveau
- 2003 - Grand Prix littéraire de la Montérégie, catégorie roman, Les chemins d’Ève, tome 2